# Monica Sandve
Monica Sandve (Stavanger, 3 de dezembro de 1973) é uma ex-handebolista profissional norueguesa, medalhista olímpica.
Monica Sandve fez parte da geração medalha de bronze em Sydney 2000.